# Das Ende einer Affaire
Das Ende einer Affaire (Originaltitel: The End of the Affair) ist ein US-amerikanisches Filmdrama aus dem Jahr 1955. Der Film entstand nach dem Roman Das Ende einer Affäre von Graham Greene.

## Handlung
London im Zweiten Weltkrieg. Der Schriftsteller Maurice Bendrix schreibt ein Buch über die „Pflicht der Beamten im Krieg“. Im Rahmen seiner Recherchen sucht er auch den hohen Staatsbeamten Henry Miles auf. Er lernt dessen Frau Sarah kennen, mit der er eine leidenschaftliche Beziehung beginnt.
Aus der flüchtigen Affäre wird allmählich Liebe. Er möchte, dass sie sich von ihrem Mann trennt, will sie heiraten. Doch dann kommt der Tag, der alles verändert. Sarah besucht Maurice in seiner Wohnung. Auf einmal heulen die Sirenen, eine Bombe trifft das Haus. Maurice wird unter Trümmern begraben, Sarah bleibt unverletzt und versucht, ihn zu befreien. Als sie seine Hand berührt, ist sie eiskalt. Verzweifelt geht sie in die Wohnung zurück, wo sie auf die Knie fällt und betet. Plötzlich steht Maurice schwankend auf der Türschwelle. „Maurice, du lebst?!“ fragt sie ungläubig. Er braucht ärztliche Hilfe. Beim Abschied fragt er: „Sehen wir uns morgen?“ Sie antwortet: „Ich liebe dich, auch wenn wir uns nicht sehen.“
Maurice kann den Sinn dieser Worte – vorerst – nicht deuten. Er erholt sich wieder, aber er hört nichts mehr von ihr. Er versucht, sie telefonisch zu erreichen, sie lässt sich verleugnen. Er kann sich das nicht erklären, zweifelt allmählich an ihrer Liebe und verlässt London.
Ein Jahr später, der Krieg ist aus. Maurice kehrt nach London zurück, wo er Henry Miles wieder trifft. Henry macht sich Sorgen um seine Frau. Er fürchtet, sie habe einen anderen. Maurice begegnet Sarah auf der Straße, will wissen, warum es damals so plötzlich zu Ende war, aber sie weicht ihm aus. Jetzt will er es genau wissen und beauftragt einen Detektiv. Mit dessen Hilfe wird klar, dass da wirklich ein anderer Mann ist, Richard Smythe.
Und dann bringt ihm der Detektiv das Tagebuch von Sarah. Erschüttert liest er, dass sie damals, als er wie tot unter Trümmern lag, Gott ein Versprechen gegeben hat. Wenn Gott Maurice retten würde, so hatte sie geschworen, würde sie auf ihn verzichten. Maurice lebte, und damit begann in ihrem Innern ein schwerer Kampf. Natürlich liebt sie Maurice noch immer, aber darf sie dieser Liebe nachgeben? Was ist mit dem Gelübde Gott gegenüber? Diese Zweifel haben sie zu Richard Smythe geführt, einem Priester, der ihr trotz vieler Gespräche doch keine richtige Hilfe ist, weil er selbst an Gott zweifelt.
Maurice hat alles gelesen und ruft Sarah an, die lungenkrank im Bett liegt. Er will sie besuchen, sie weist ihn ab. Dennoch macht er sich auf den Weg zu ihr. Er trifft ein, als sie gerade vor ihm aus dem Haus in den Regen flüchtet. Er stellt sie zur Rede. Sie berichtet von ihren Gewissensqualen, ihrem Glaubenkonflikt und ihrer Entscheidung, ihn nicht mehr treffen zu wollen.
Dass Sarah schwerkrank das Haus verließ, hat schwere Folgen, sie stirbt. Als Maurice in seine Wohnung zurückkehrt, findet er einen Abschiedsbrief von ihr vor.

## Hintergrund
Das Ende einer Affaire startete am 23. Februar 1955 in Großbritannien, am 28. April in den USA und am 28. Oktober desselben Jahres in den deutschen Kinos.
Der Film ist dramaturgisch in zwei Teile aufgeteilt. Im ersten ist die Liebesgeschichte aus der Sicht von Maurice dargestellt. Manche Filmszenen werden aus dem Off mit seiner Stimme untermalt. Ab Maurices Durchsicht von Sarahs Tagebuch, das einen Rückblick auf die Ereignisse ab dem Bombenangriff wiedergibt, hören wir aus dem Off ihre Stimme.

## Kritiken
„Es ist schade, dass das Geschehen so verworren ist, denn die Besetzung des Films ist gelungen. Miss Kerr ist ideal in der Damenrolle, und Van Johnson passt als Mann. Peter Cushing als rätselhafter Ehemann und John Mills als übermütiger Privatdetektiv bieten auch außerordentliches Potenzial in den einzigen anderen größeren Rollen. Aber die Geschichte ist nicht klar gegliedert, und egal wie sorgfältig und gut Edward Dmytryk Regie führt, alles kommt ungeordnet und kühl daher.“

„Voll innerer Spannung, ernst, hintergründig, echt im Milieu, stark in der Psychologie – ein wertvoller Film für Erwachsene.“

## Auszeichnungen
Bei den Filmfestspielen von Cannes 1955 war der Film im Wettbewerb um die Goldene Palme vertreten, unterlag aber gegen Delbert Manns Marty.
1956 war Hauptdarstellerin Deborah Kerr bei den British Film Academy Awards als beste britische Darstellerin nominiert. Die Auszeichnung ging an Katie Johnson (Ladykillers).